# Індустріальна (станція швидкісного трамвая, Київ)
50°26′38″ пн. ш. 30°26′32″ сх. д. / 50.44389° пн. ш. 30.44222° сх. д.
«Індустріа́льна» — станція Правобережної лінії Київського швидкісного трамвая, розташована між станціями «Національний авіаційний університет» і «Олекси Тихого». Відкрита у 1977 році. Станція розташована на шляхопроводі (так званий Індустріальний шляхопровід). Назву отримала від колишньої назви вулиці Вадима Гетьмана (до 2005 року — Індустріальна).

## Історія
12 жовтня 2008 року ділянка «Політехнічна» — «Івана Лепсе» закрита на реконструкцію.
16 жовтня 2010 року станція була відкрита на кілька годин, але потім знову закрита через неготовність підземного переходу. Знову відкрита для пасажирів 24 жовтня 2010 року. Після відкриття на станції продовжилися ремонтні роботи, і до грудня 2010 року було встановлене накриття над платформами та входами до підземних переходів.
2021 року разом з реконструкцією Індустріального мосту, відремонтували і приміщення станції «Індустріальна». Зокрема замінили всі комунікації, встановили сучасні навігаційні схеми, сходи до станції, які стали відповідати і потребам маломобільних груп населення. До станції також підвели пандус, який має підсвітку та поручні, а на вході встановили автомати для поповнення електронних квитків «Київ Цифровий». На платформах також повністю відремонтували навіси, замінили плитку, додали тактильну плитку, встановили лави. 

## Галерея

Станція до реконструкції
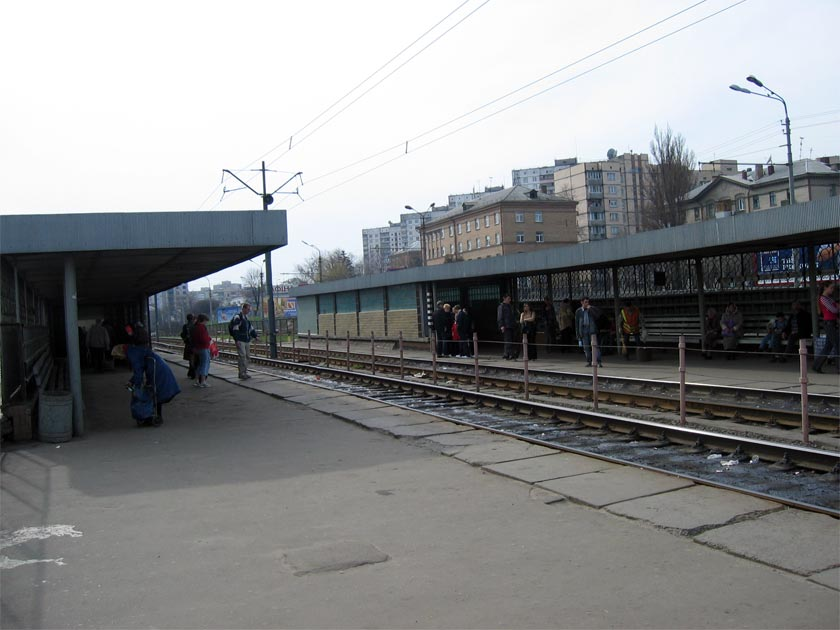
Станція в 2005 році
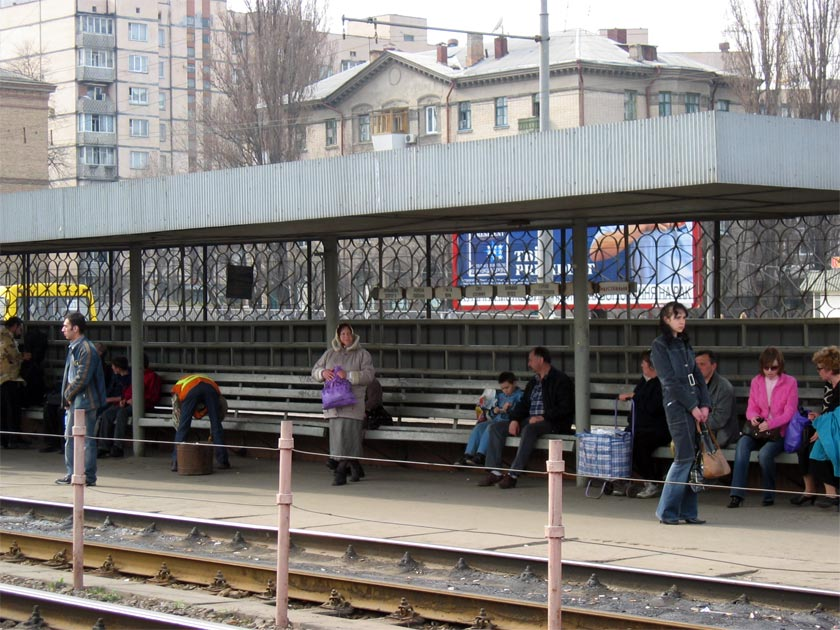
Посадкова платформа, 2005
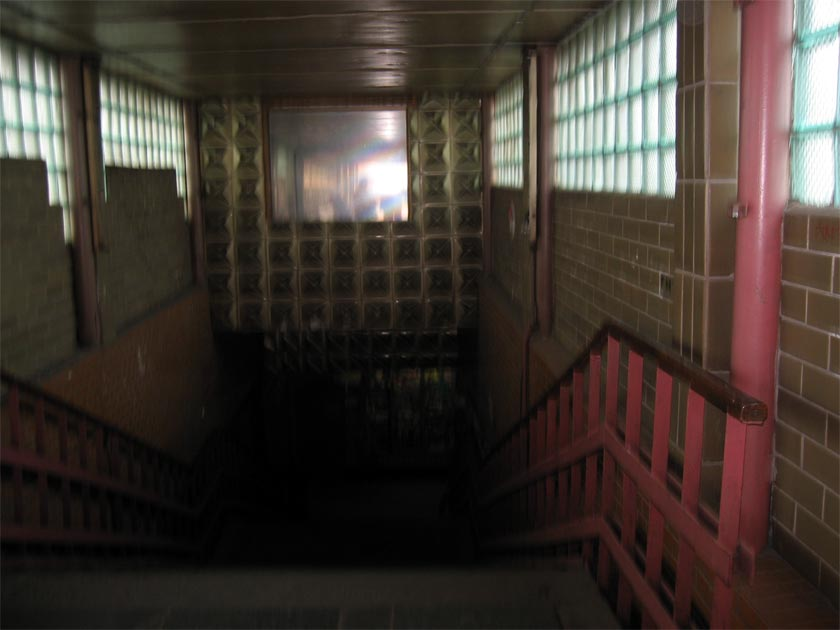
Вихід з платформи, 2005

Реконструкція 2009—2010
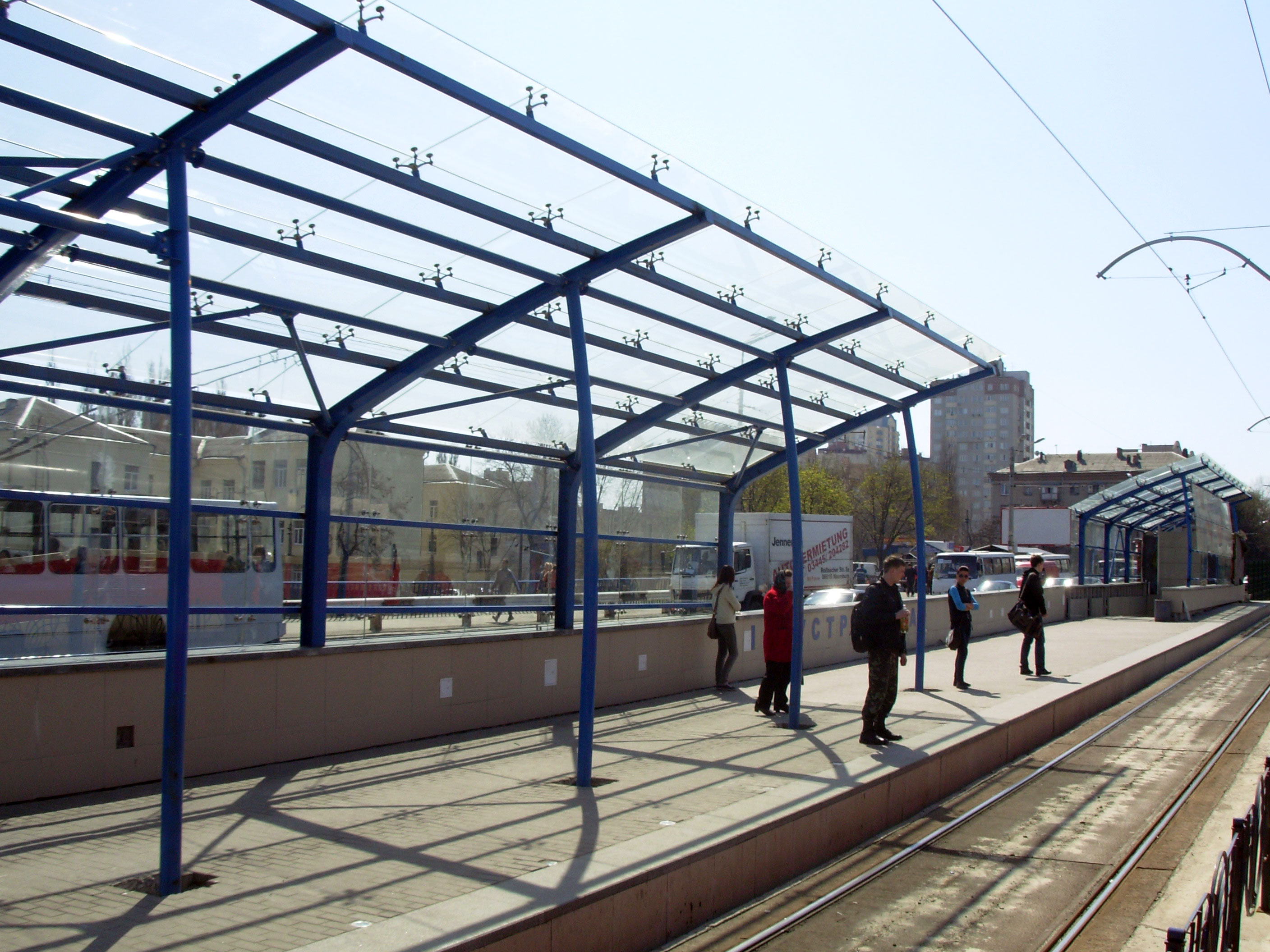
Посадкова платформа
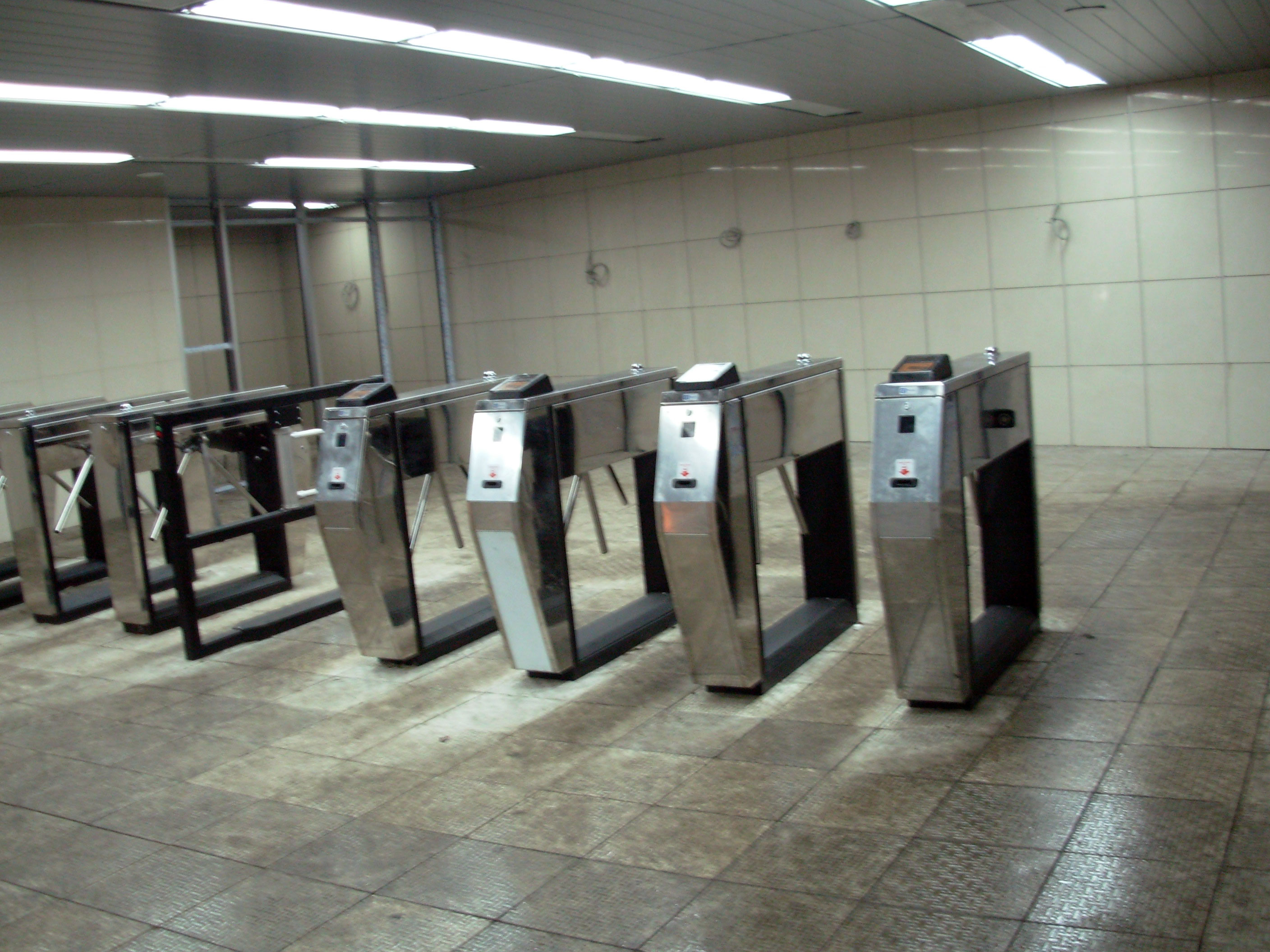
Підземний вестибюль
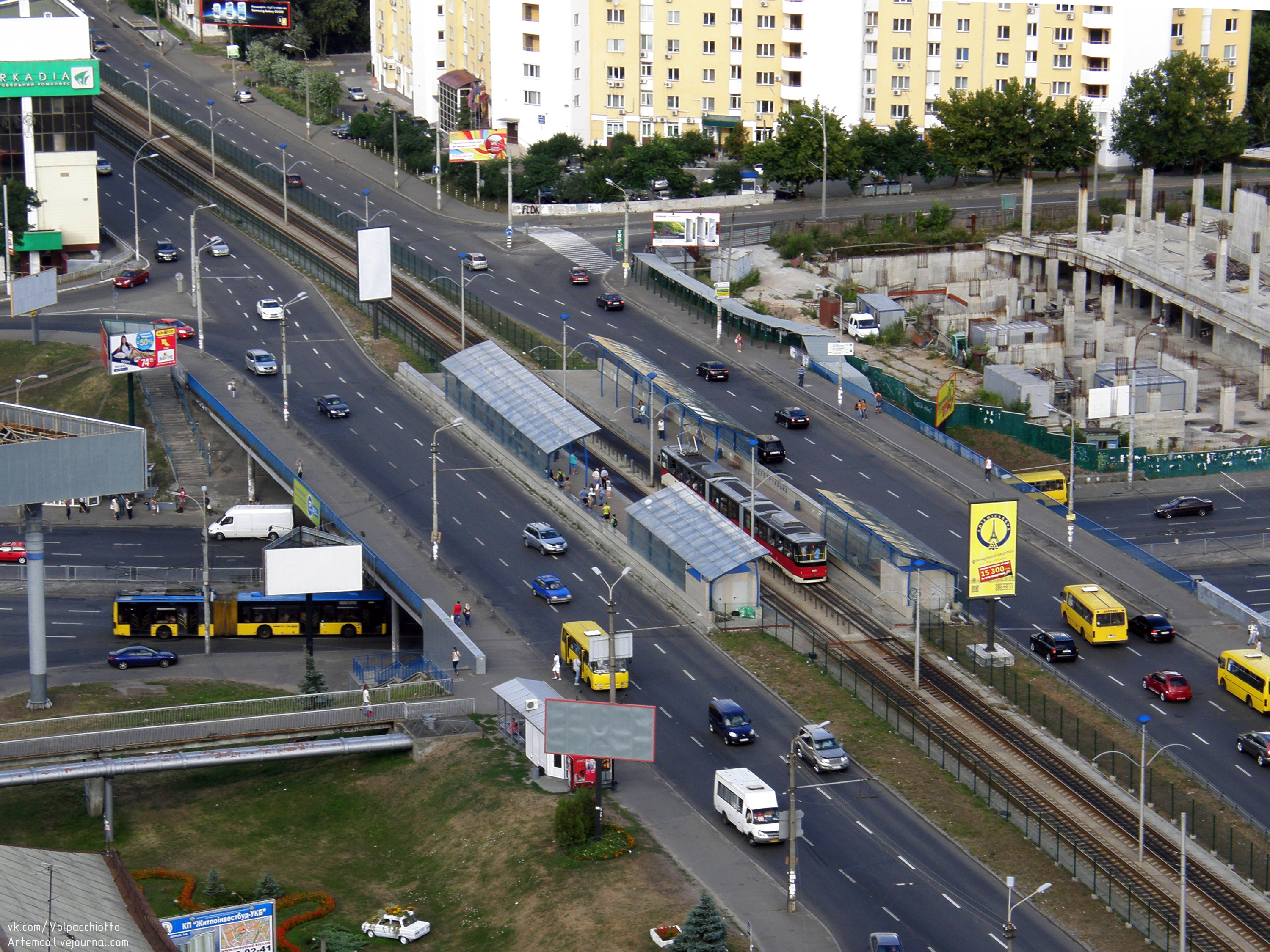
Вид зверху
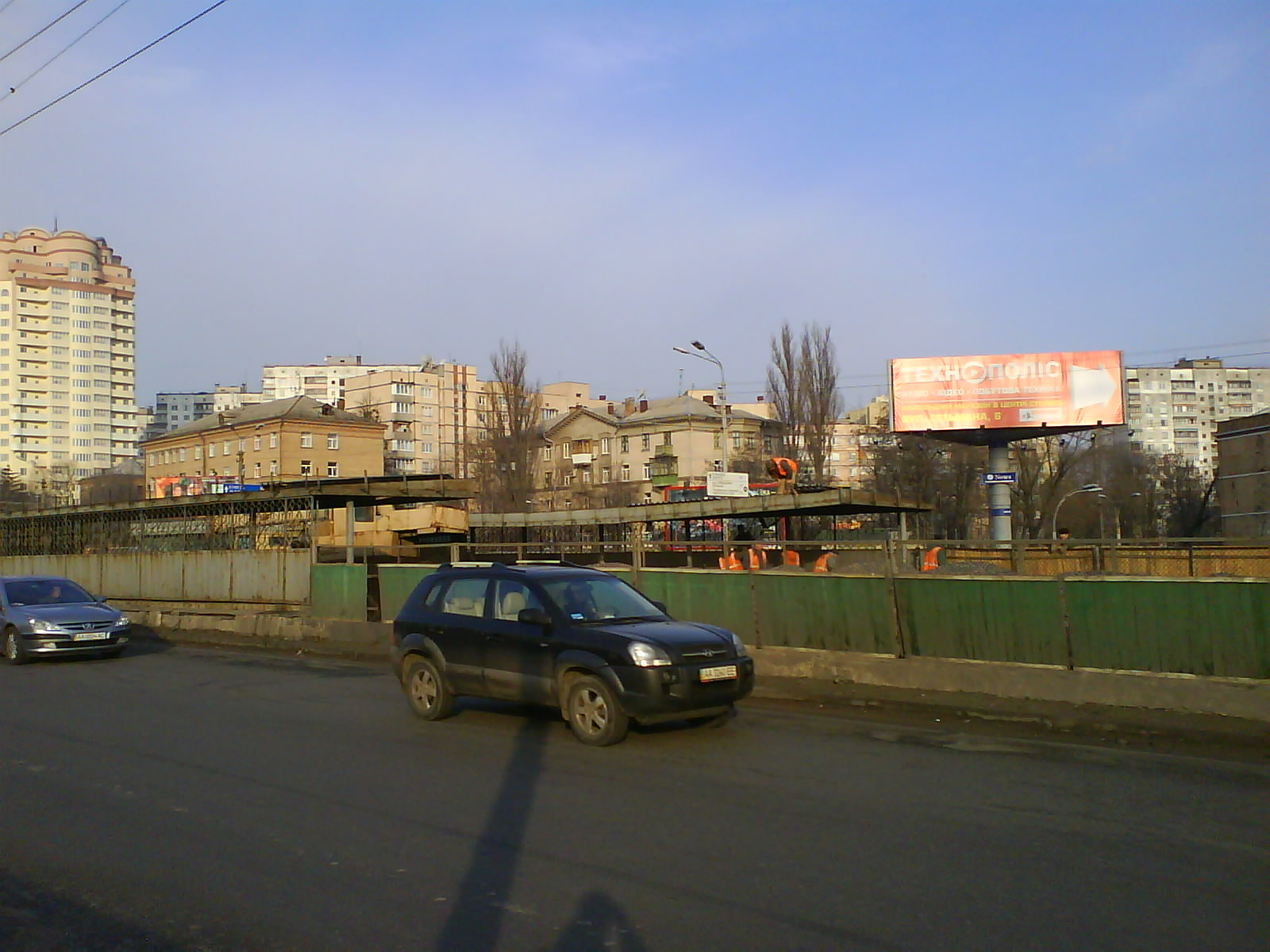
Реконструкція станції, 2009
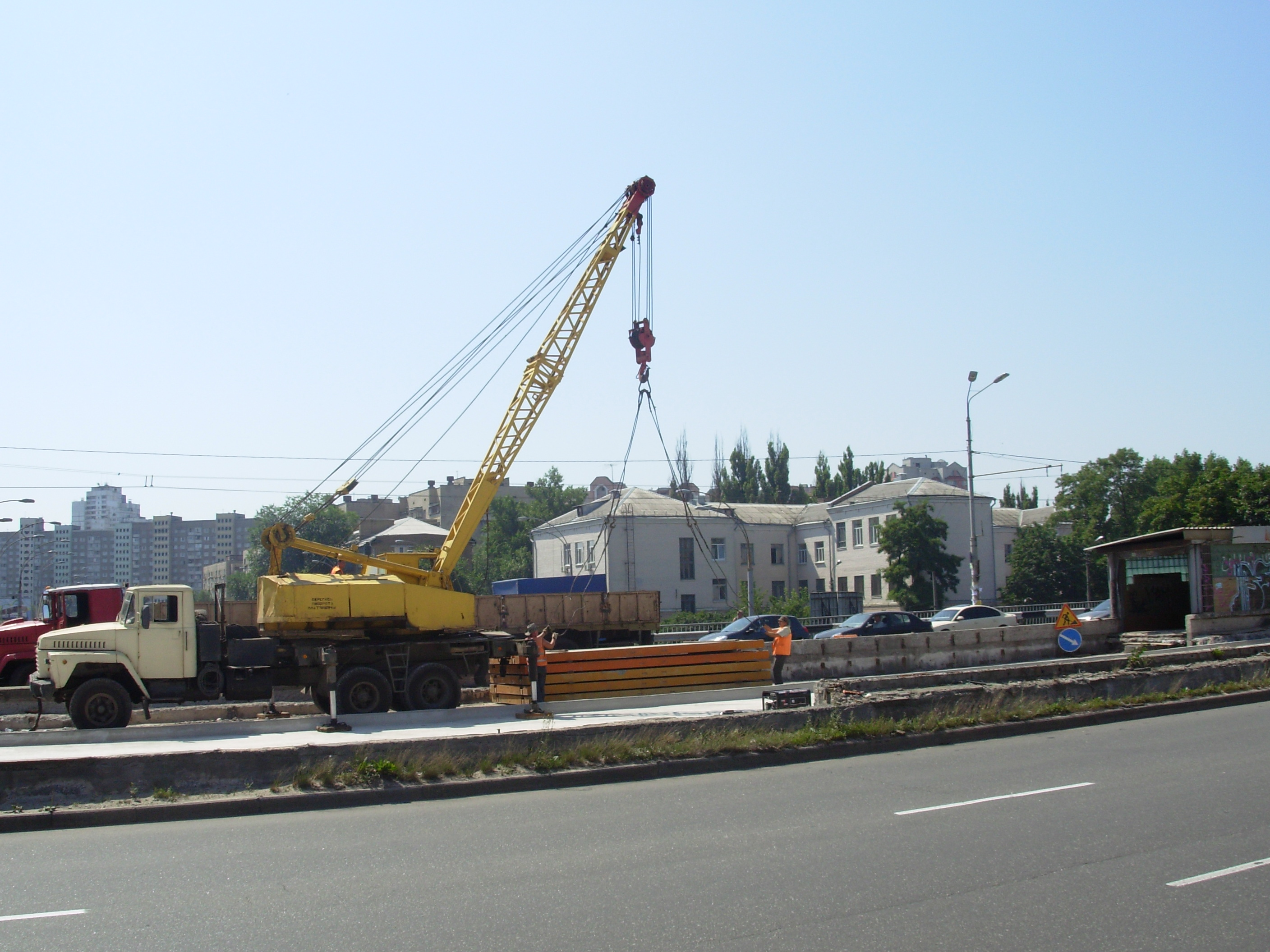
Реконструкція станції, 2009
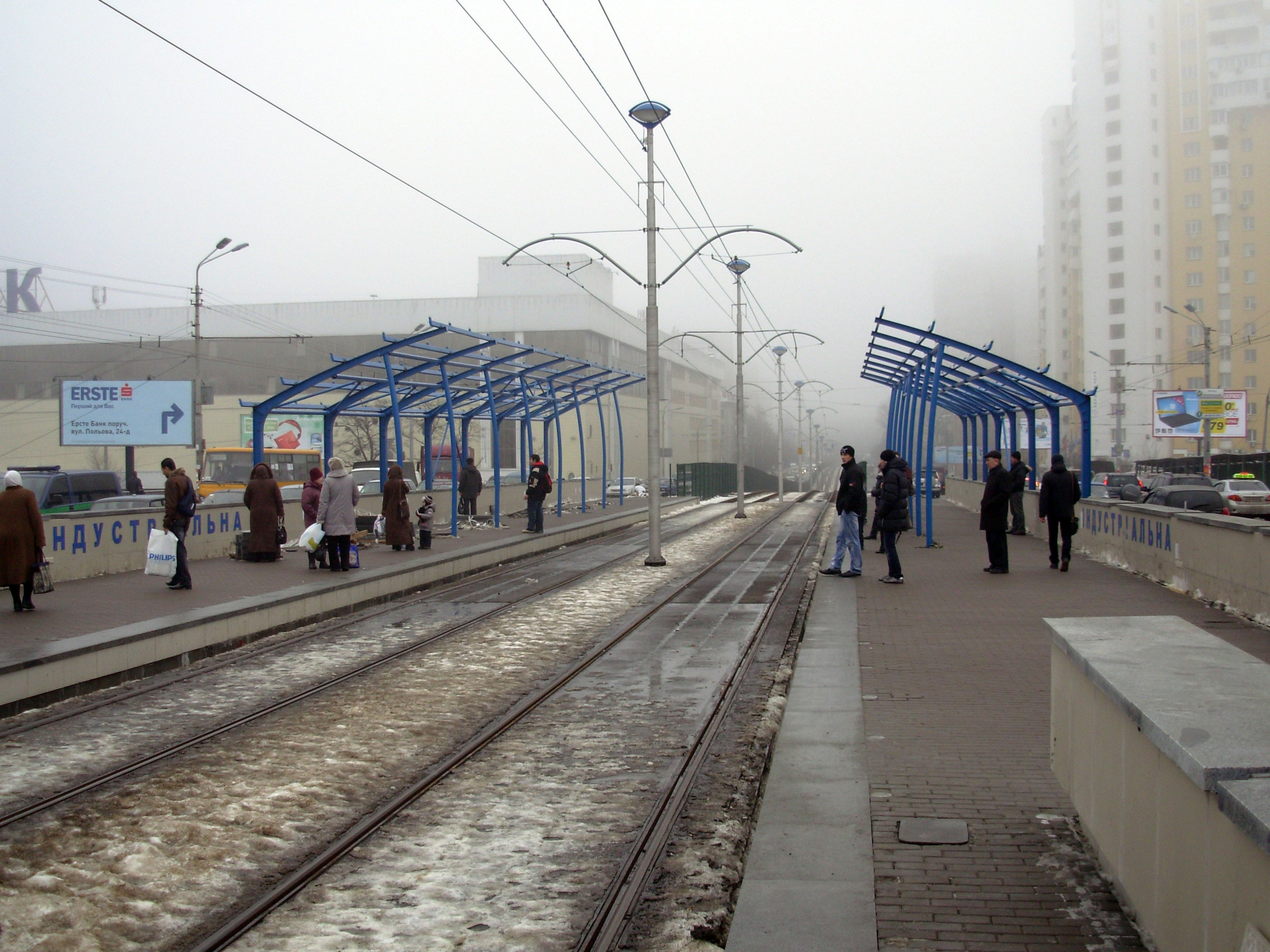
Платформи станції, грудень 2010
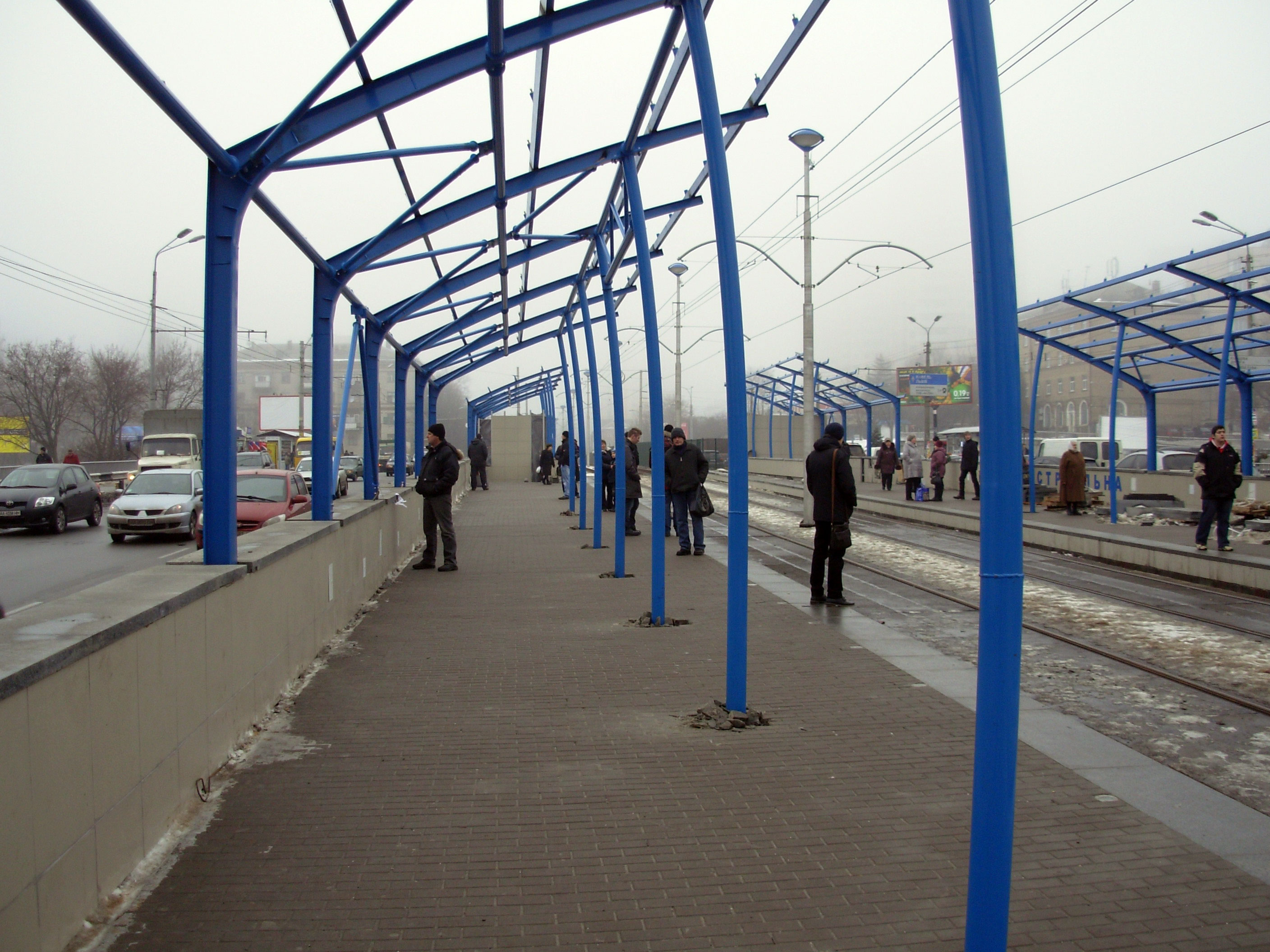
Платформи станції, грудень 2010
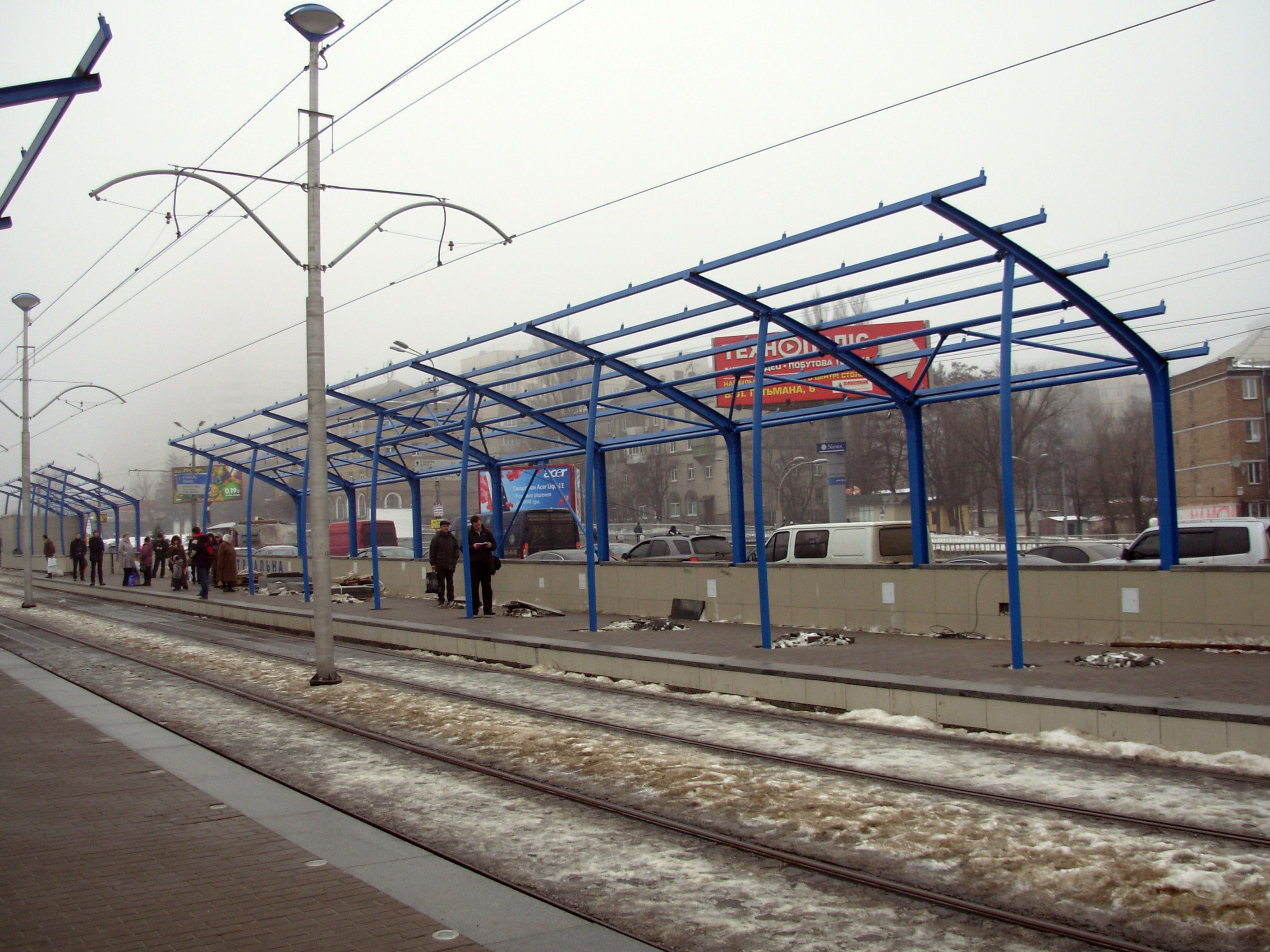
Посадкова платформа, грудень 2010
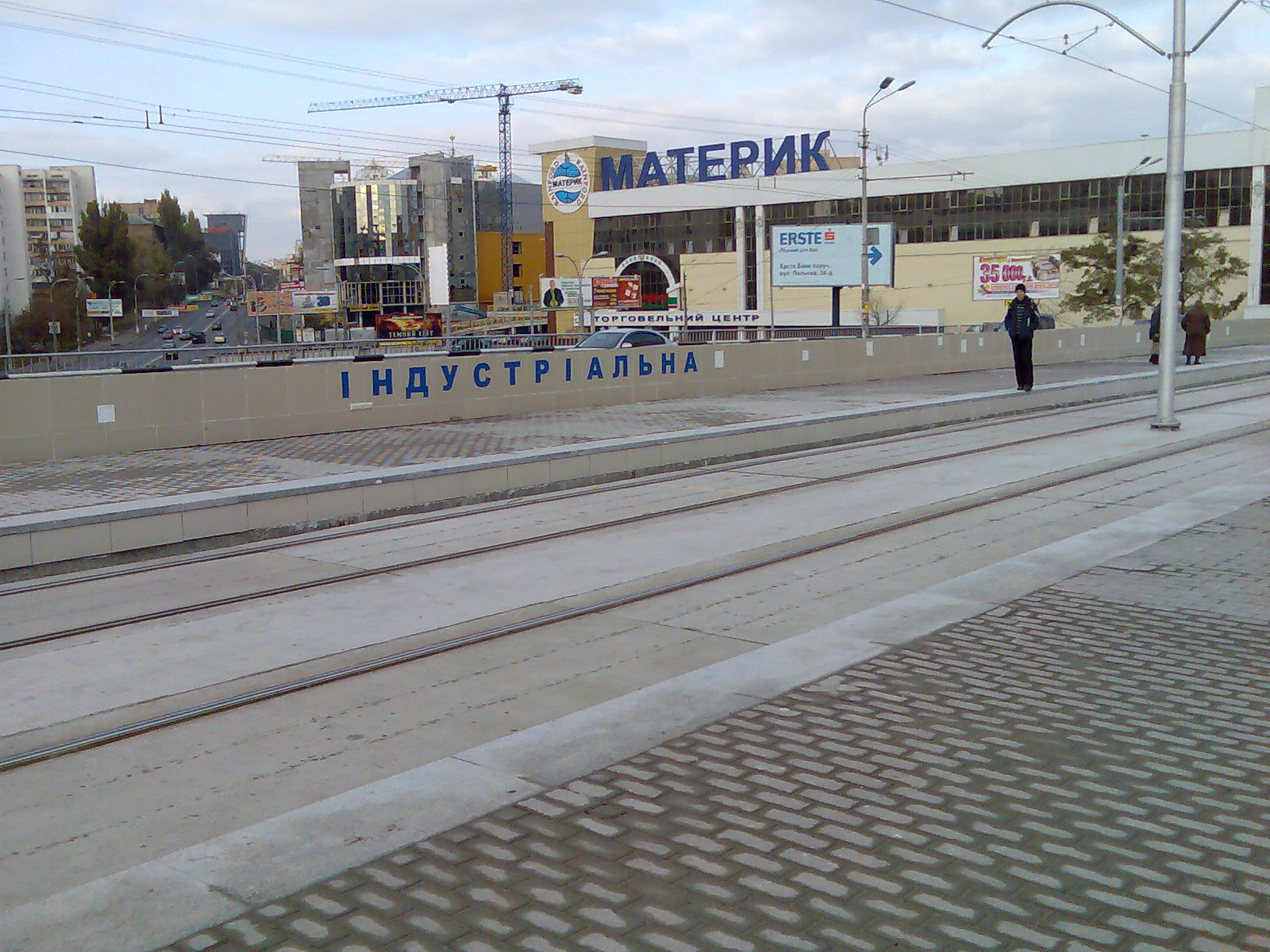
Платформа станції в жовтні 2010
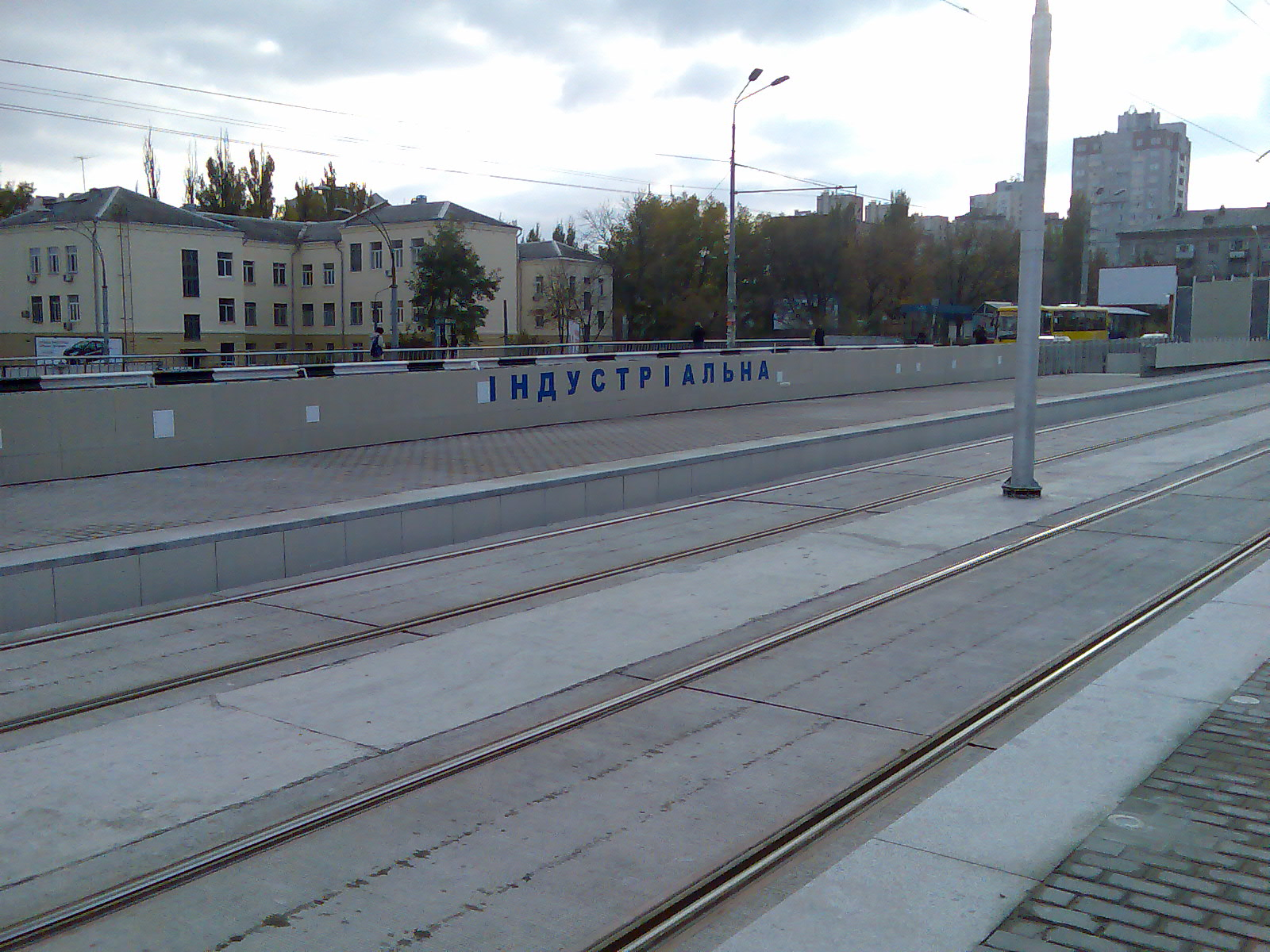
Платформа в напрямку центру, жовтень 2010
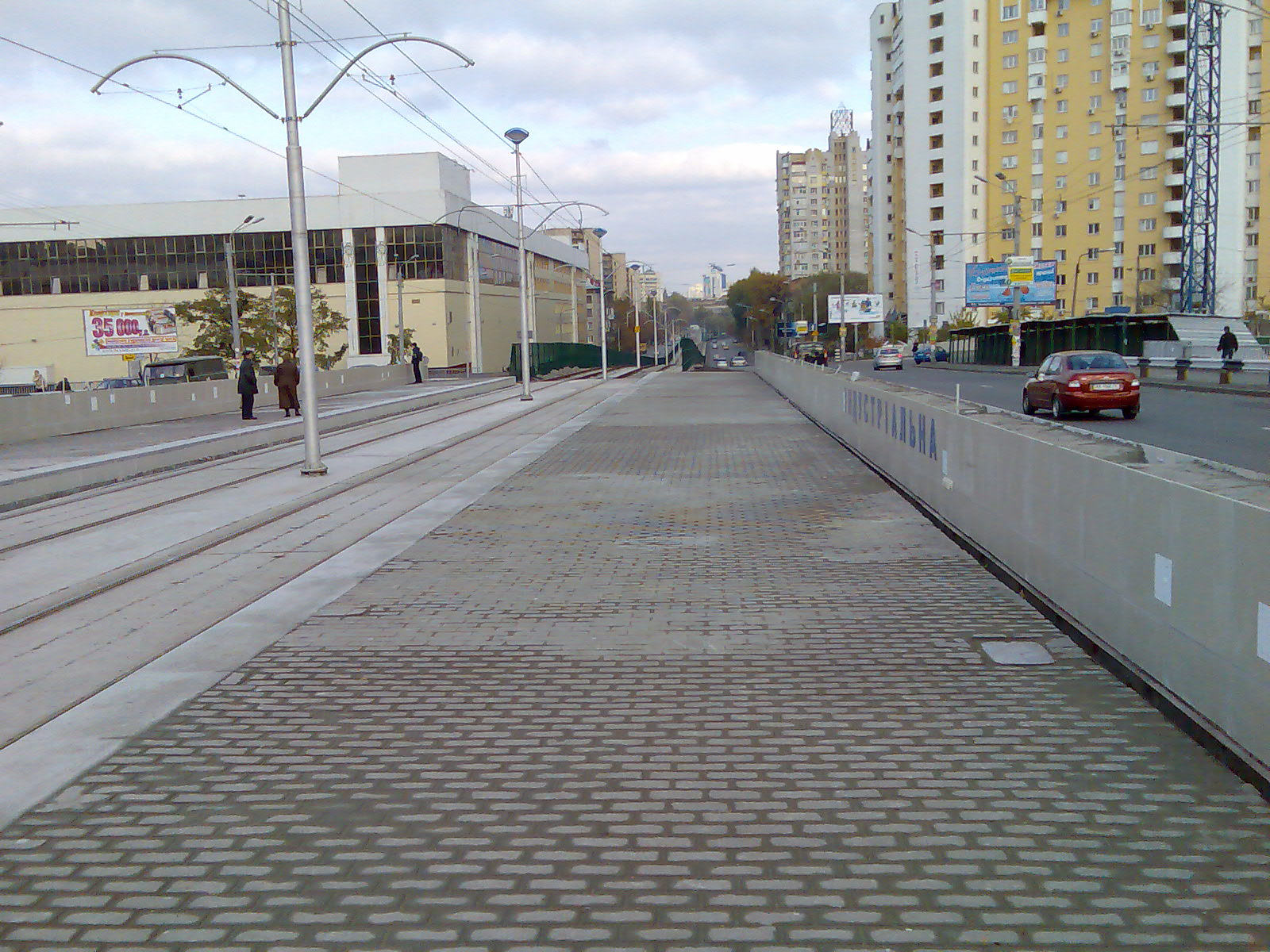
Платформа в напрямку центру, жовтень 2010
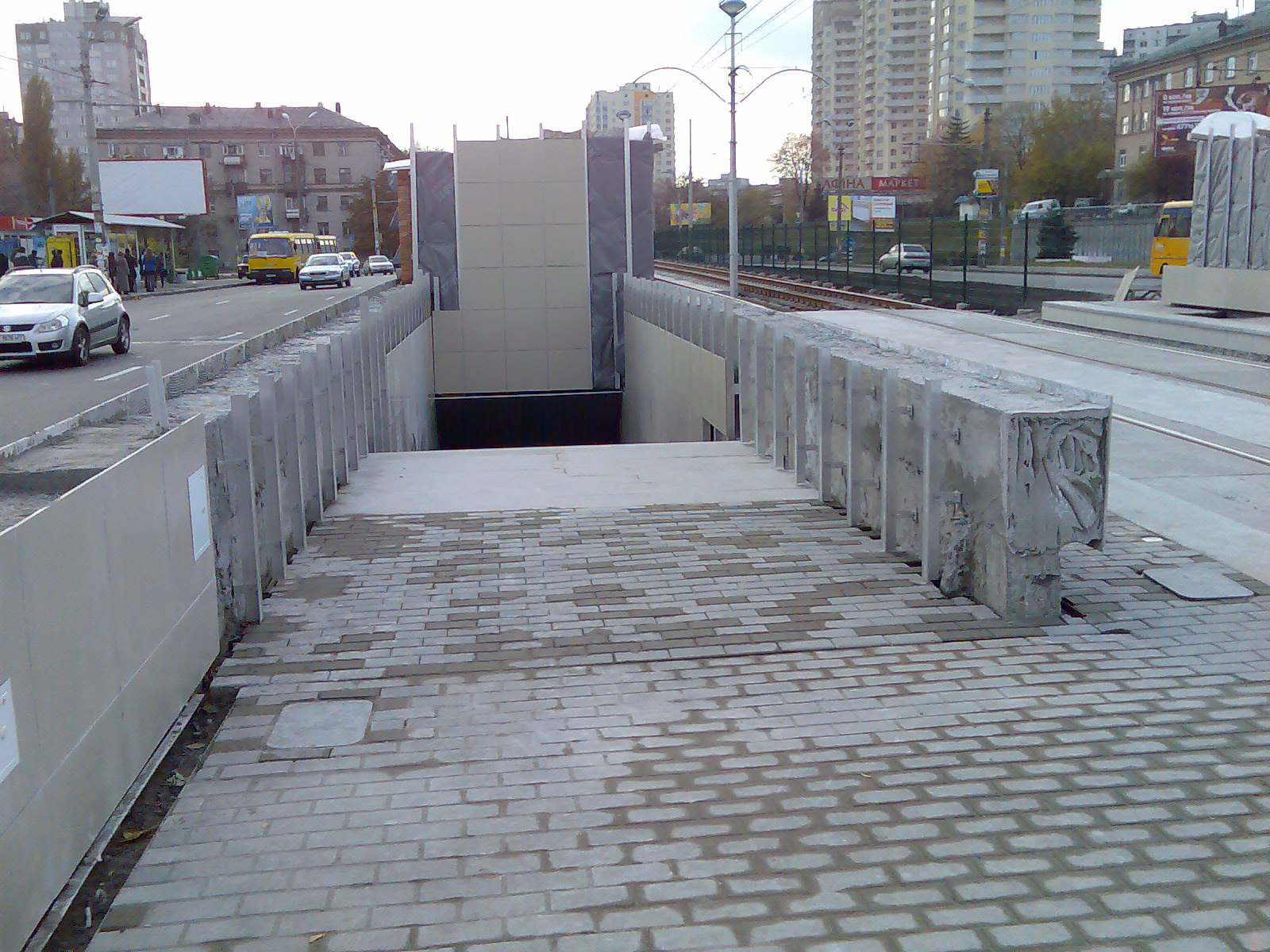
Вхід до підземного переходу з платформи, жовтень 2010

Сучасний вигляд
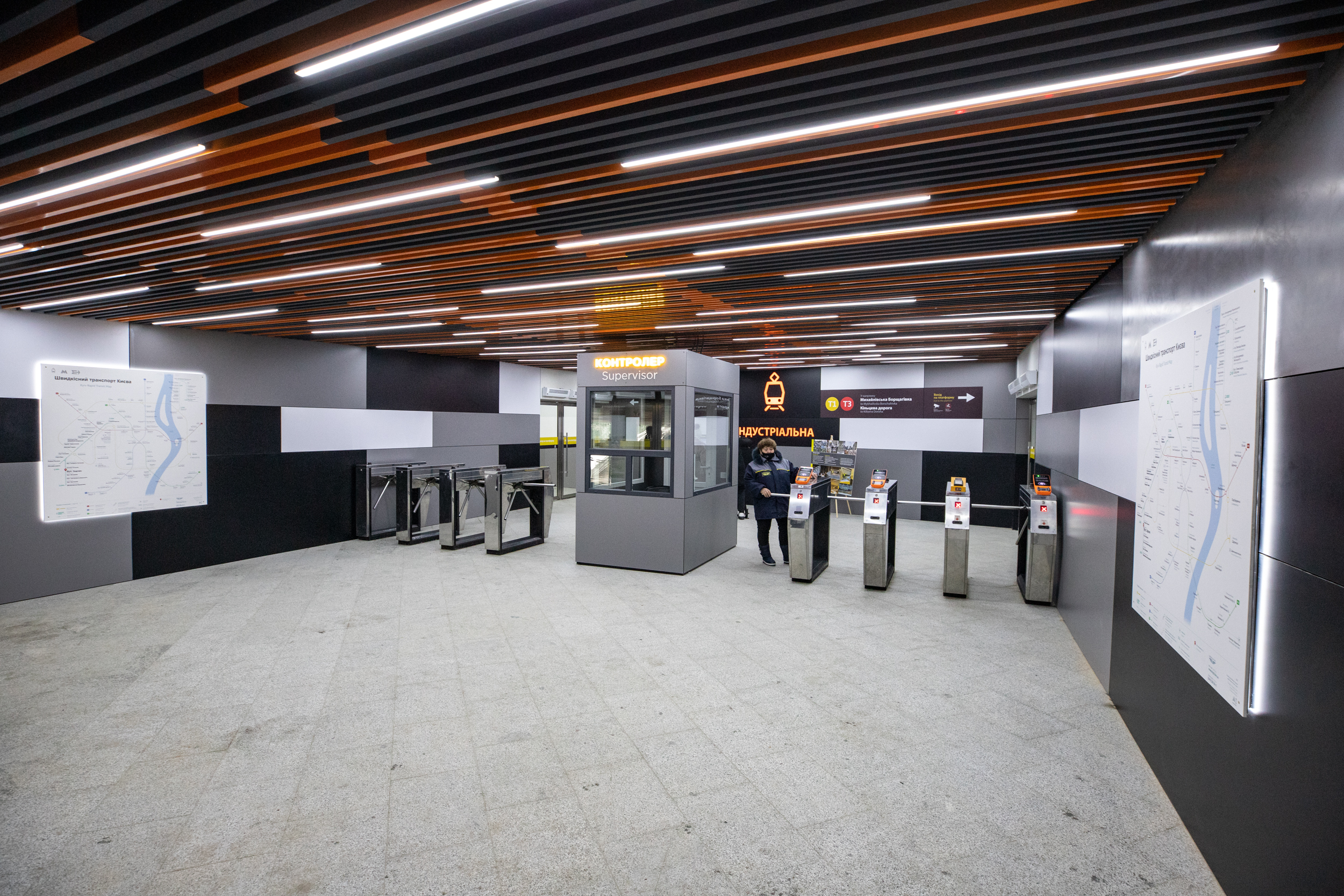
Підземний вестибюль
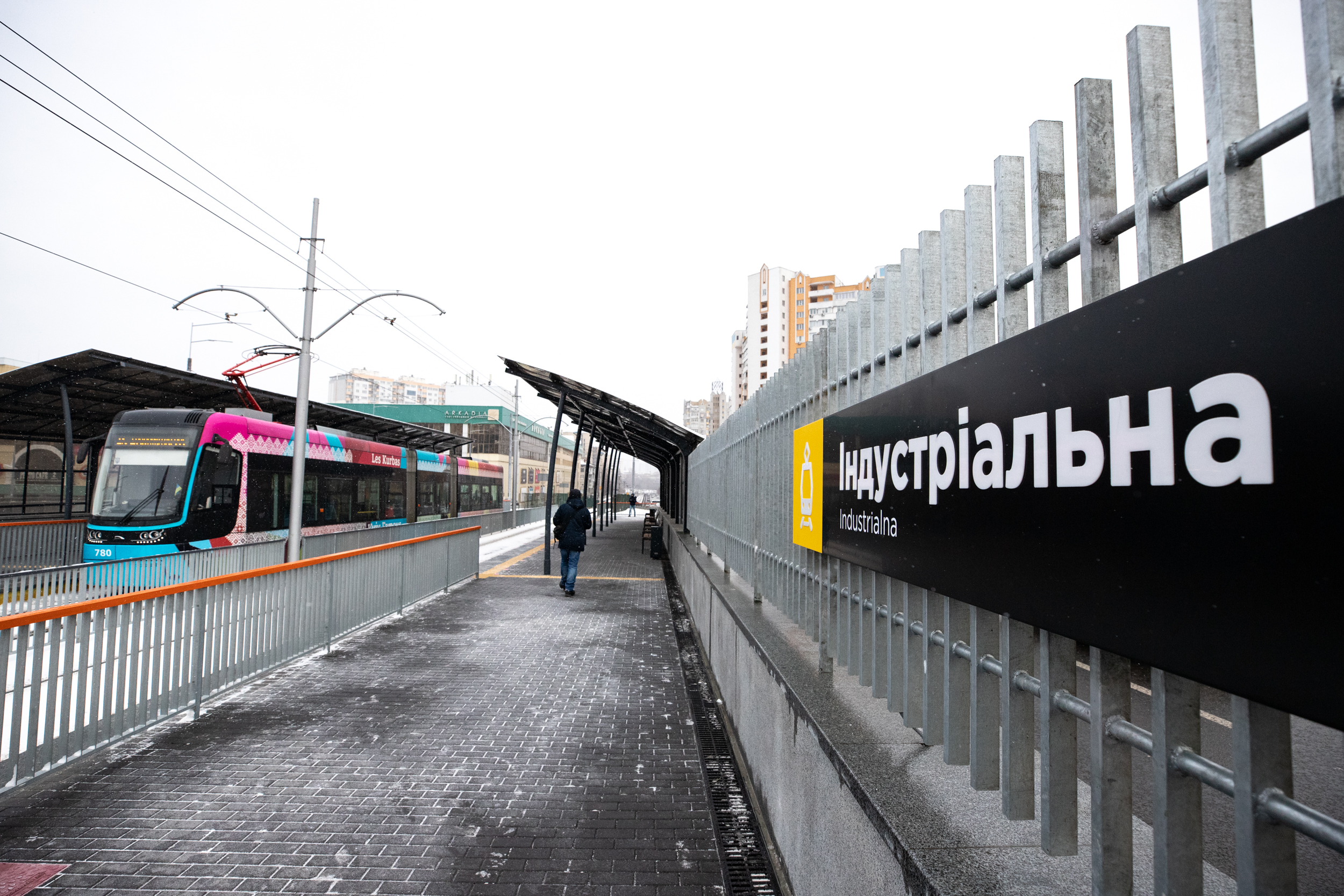
Назва станції
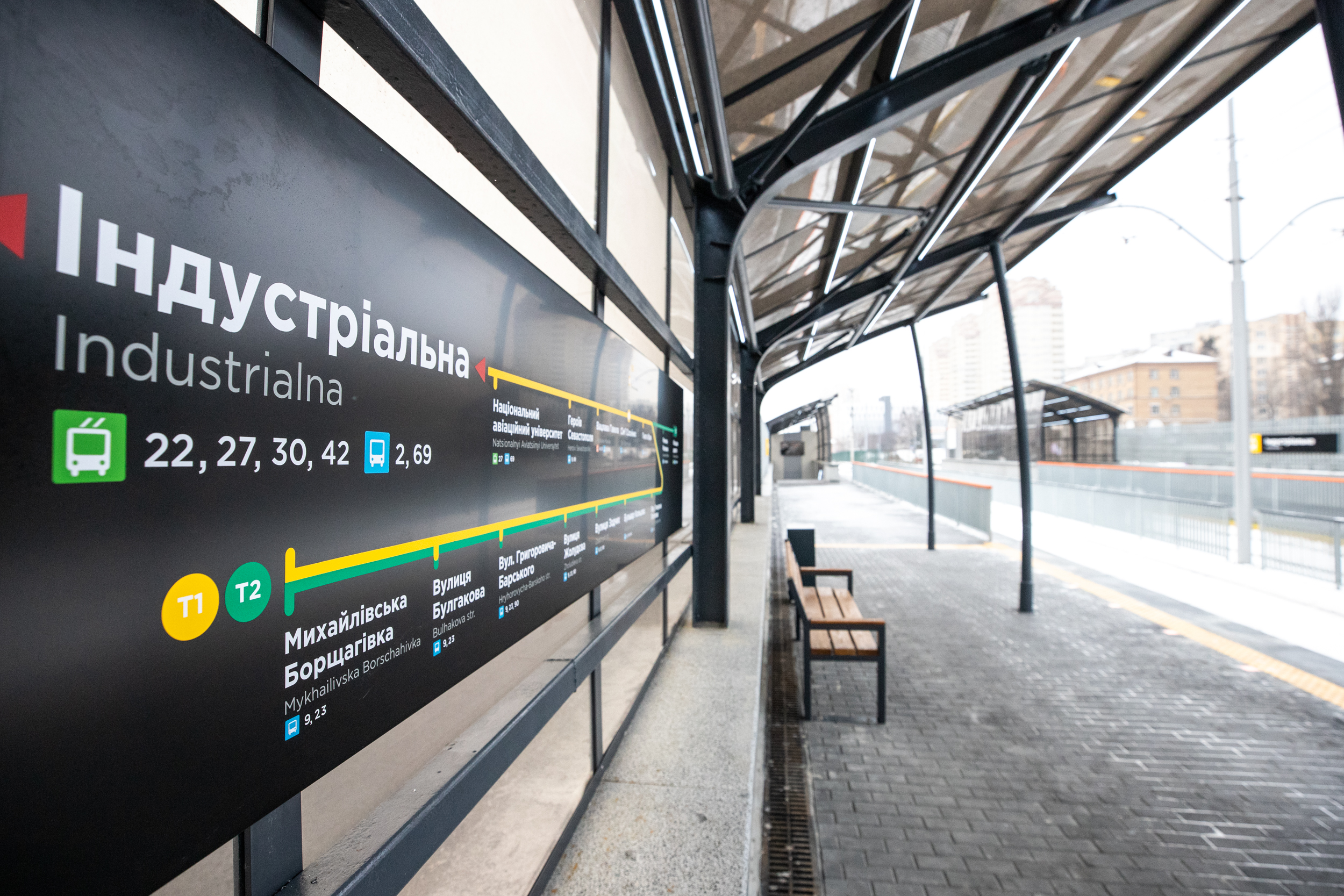
Схема лінії
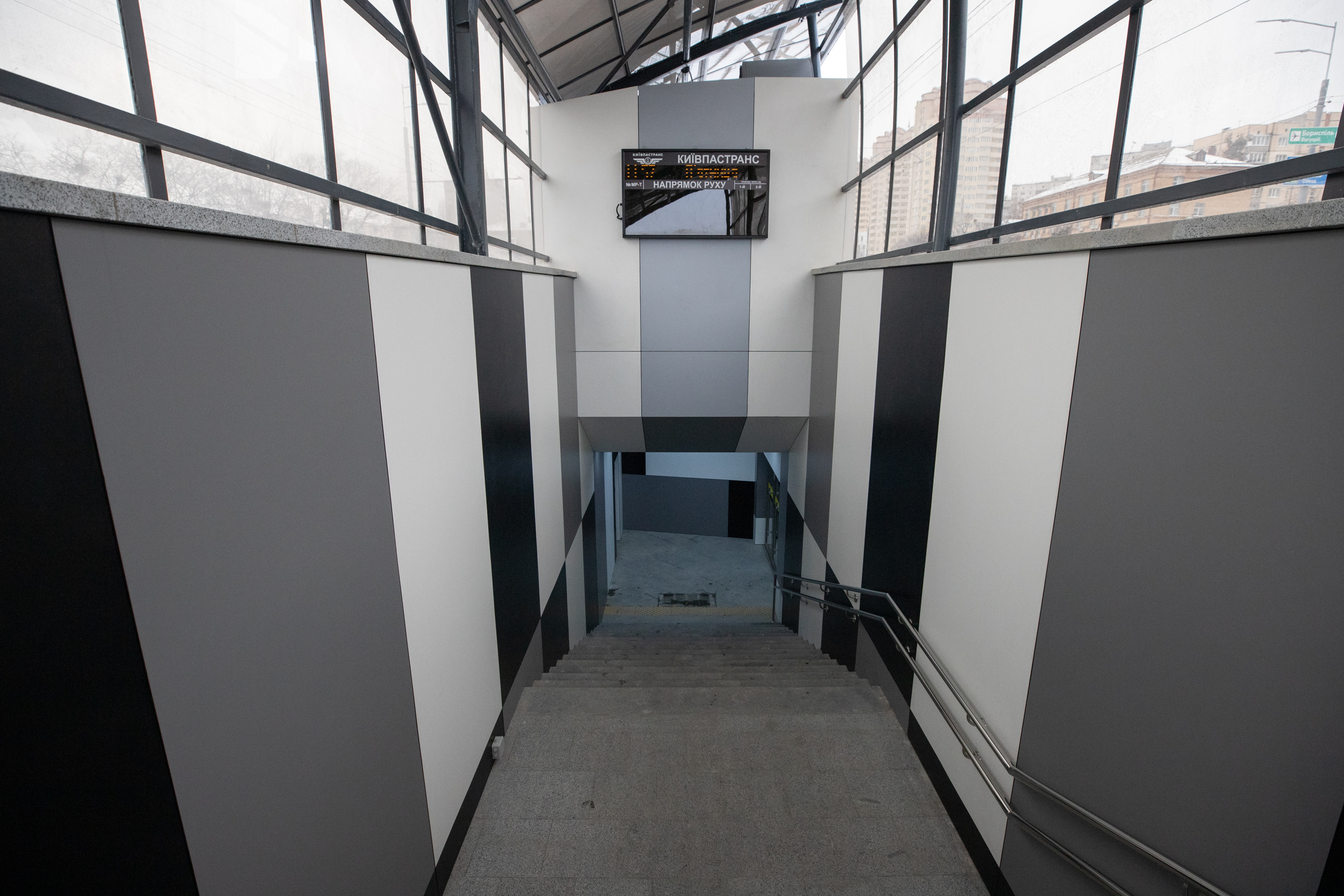
Вихід з платформи
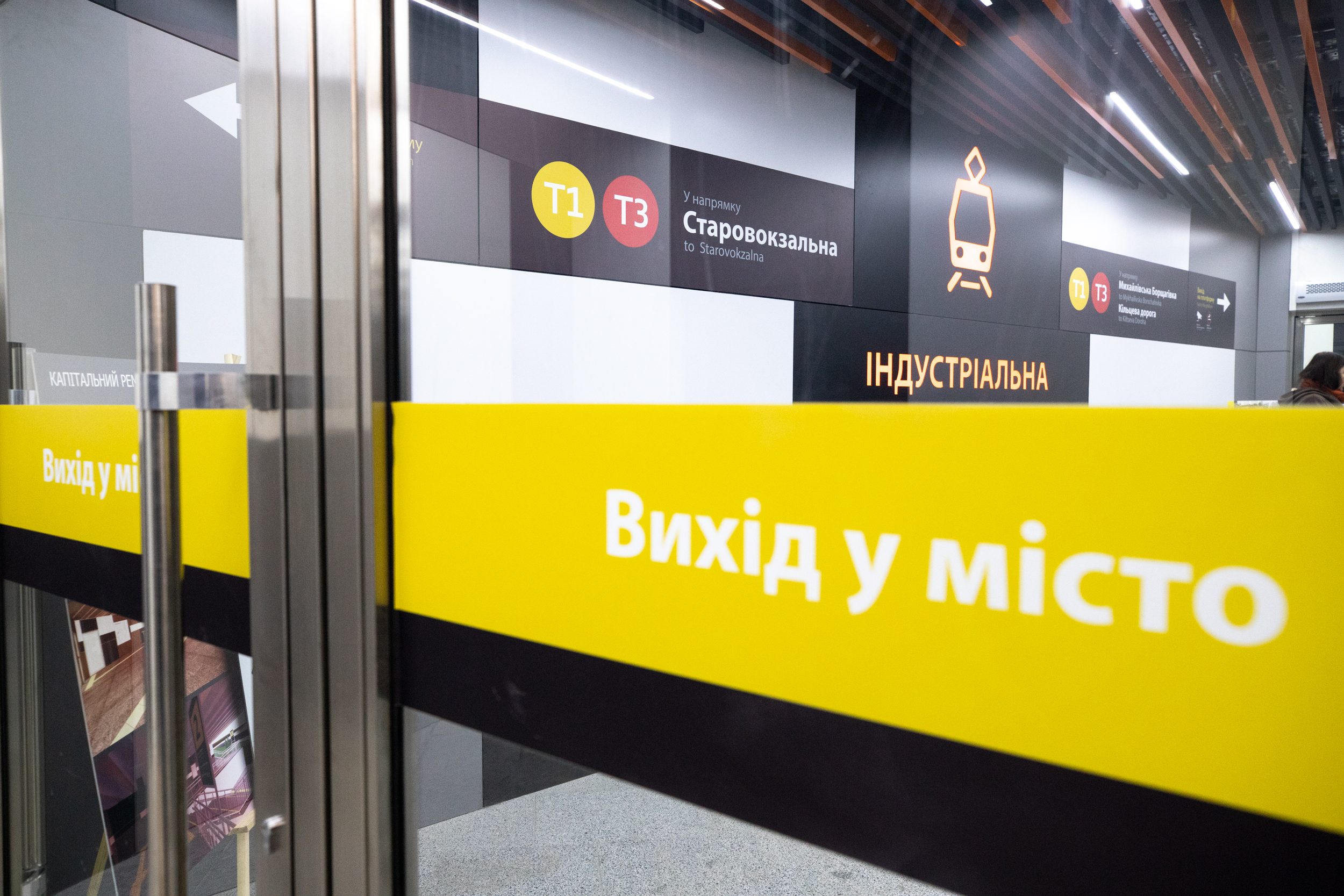
Двері вестибюля
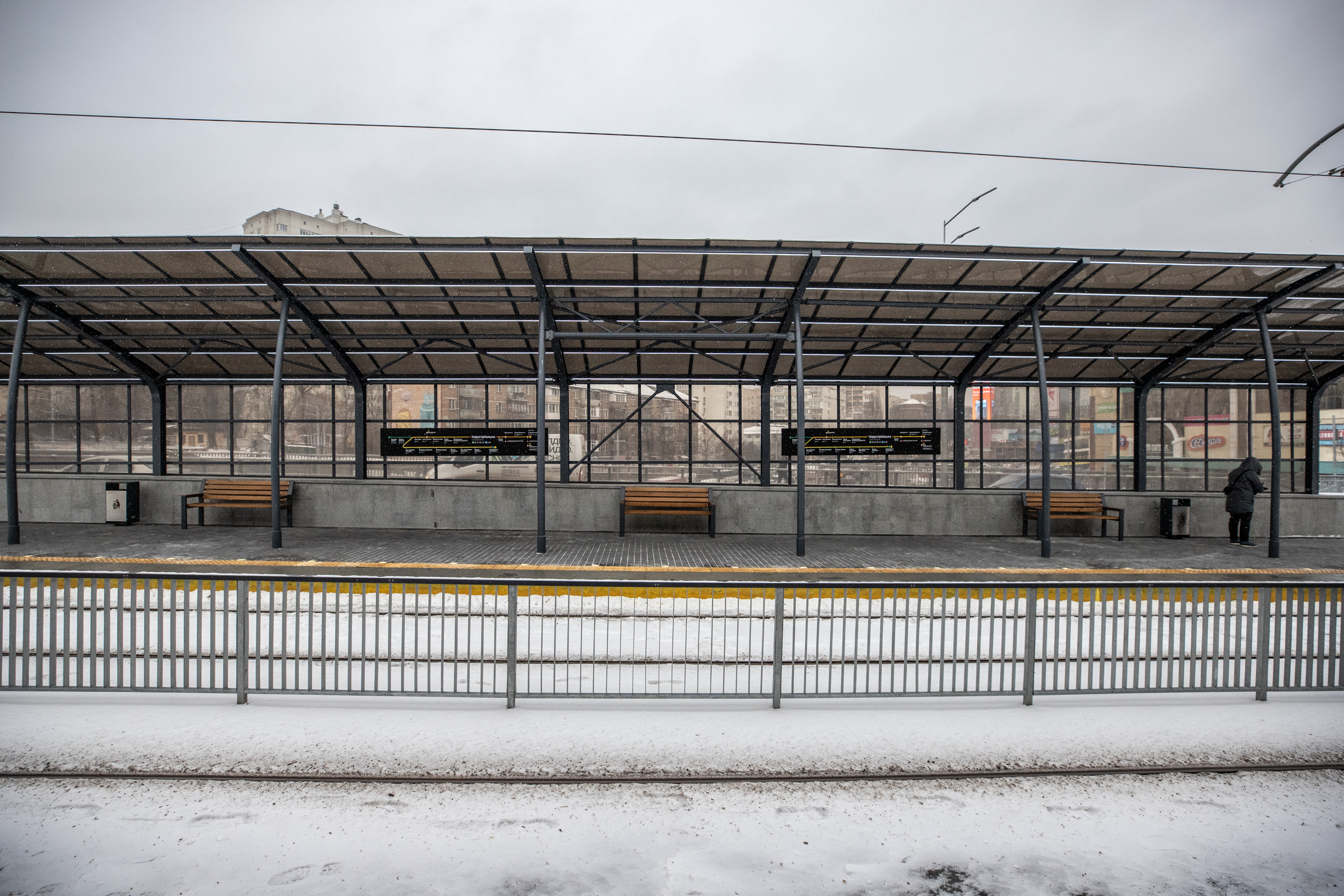
Посадкові платформи
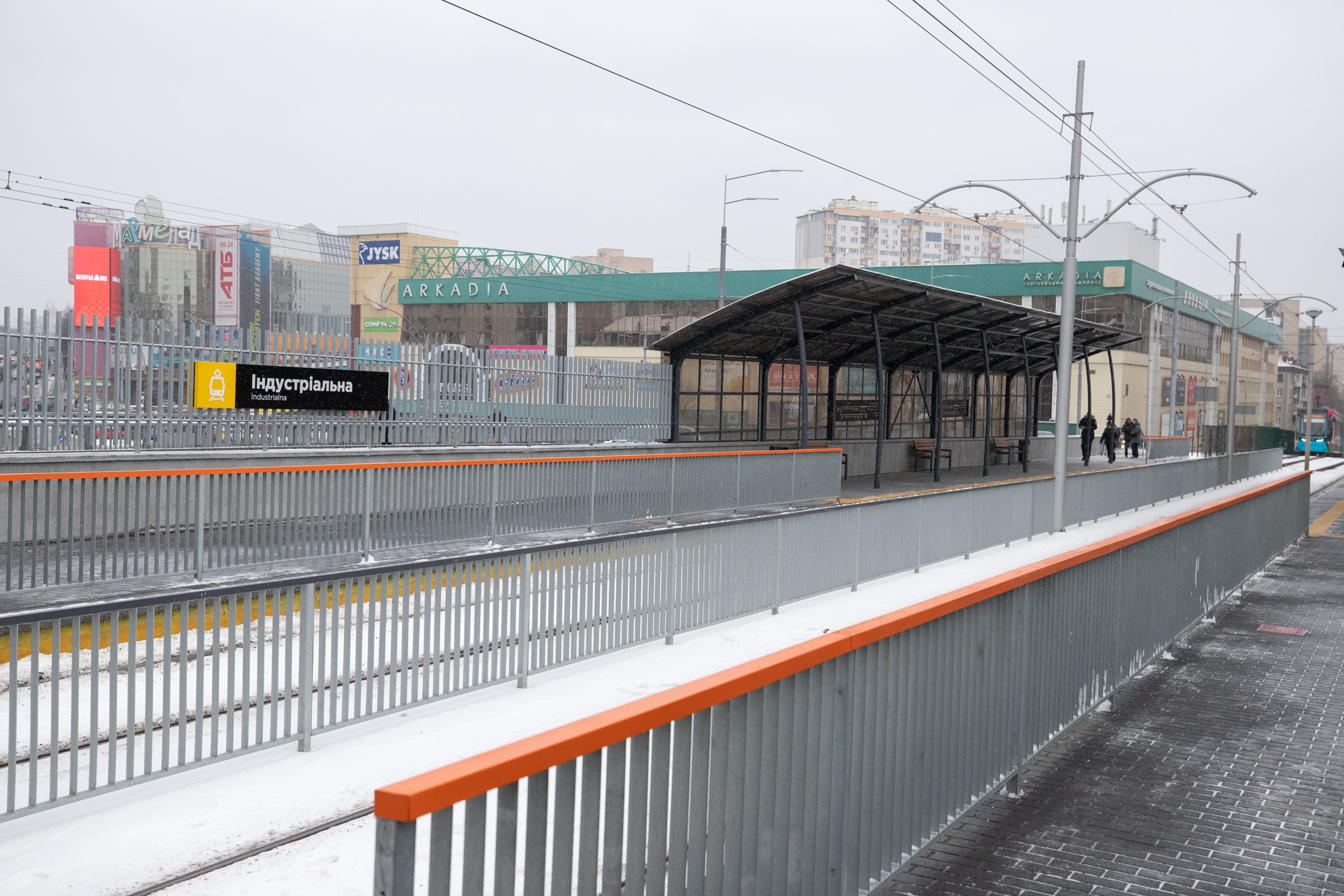
Посадкові платформи
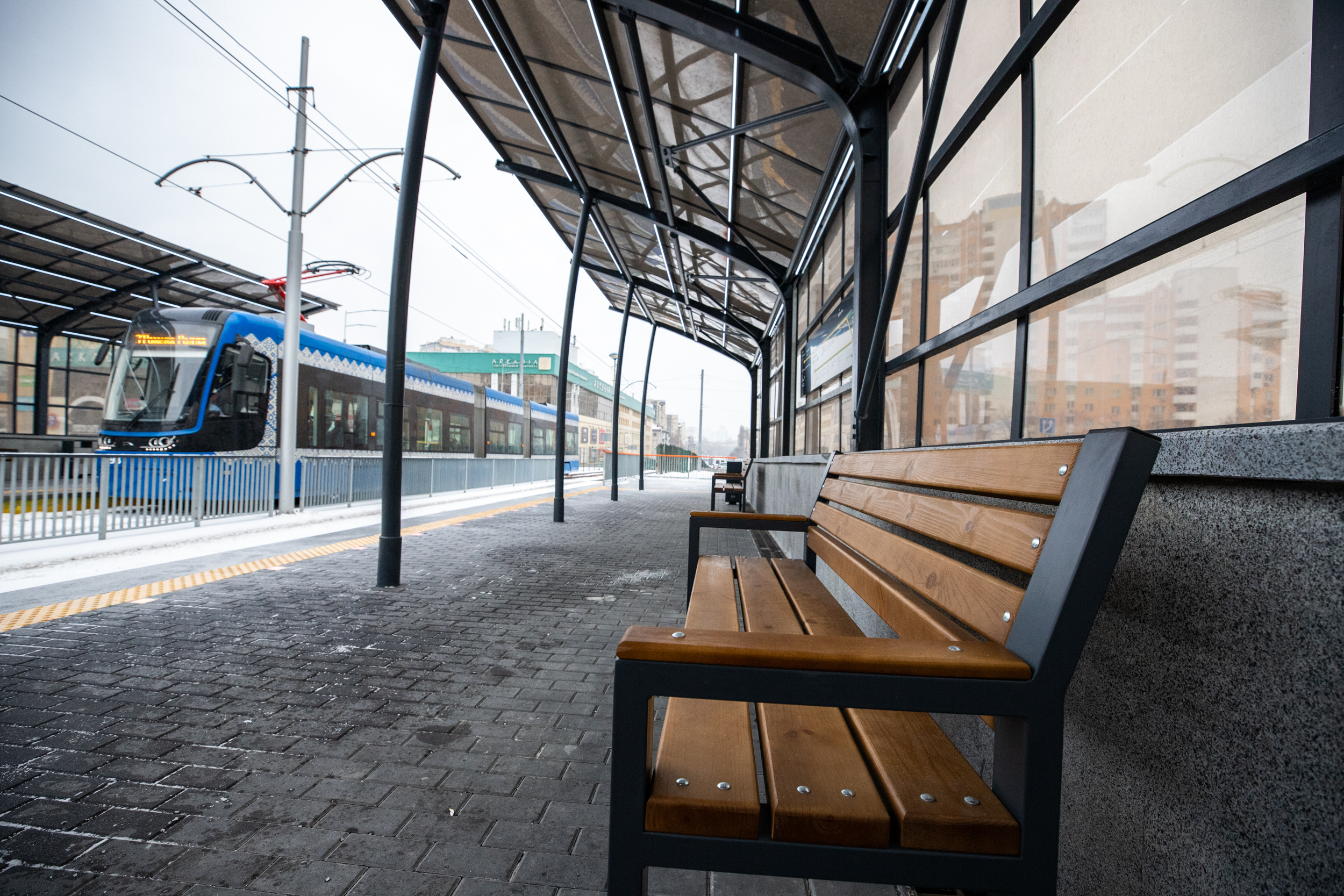
Сидіння
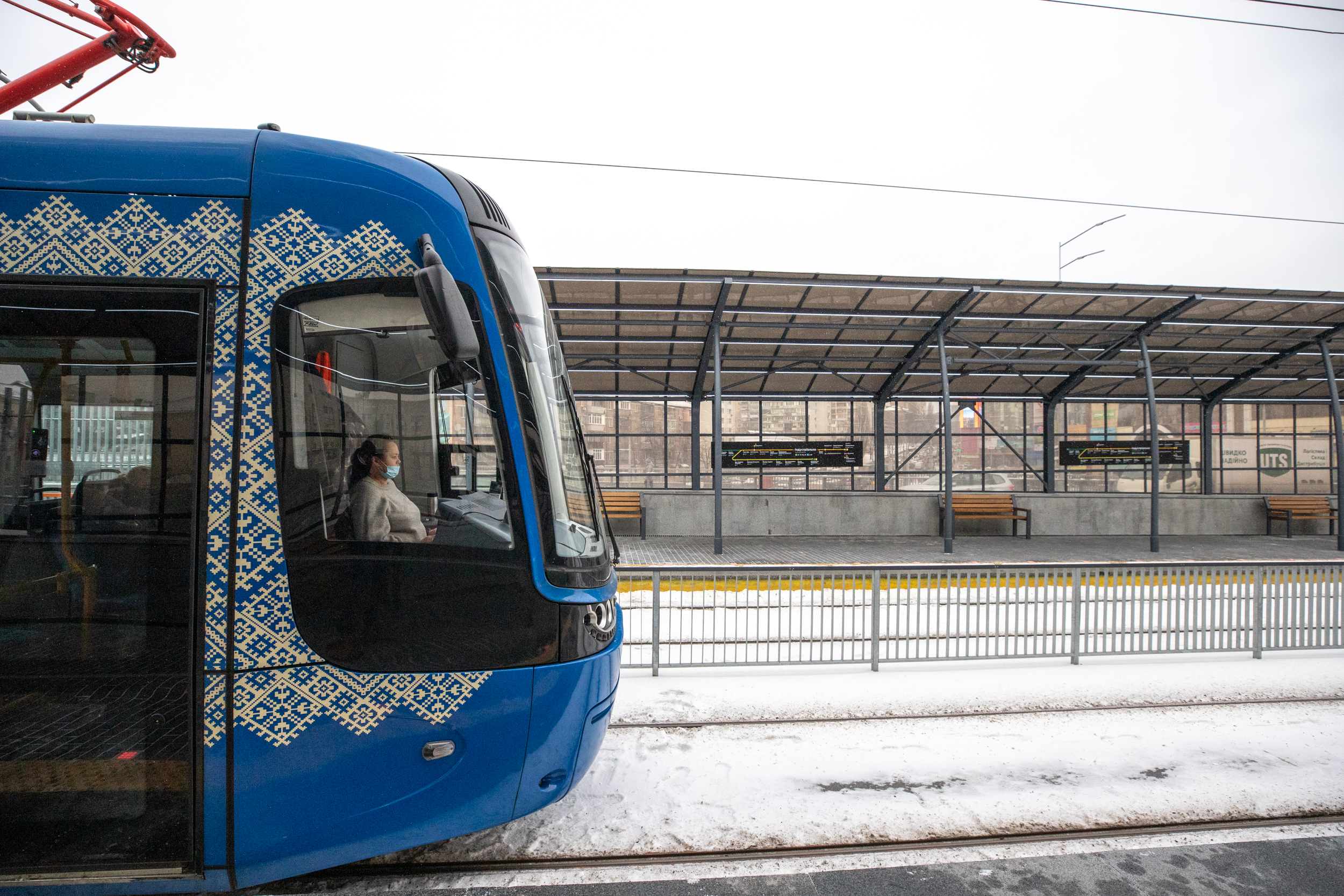
Трамвай на станції
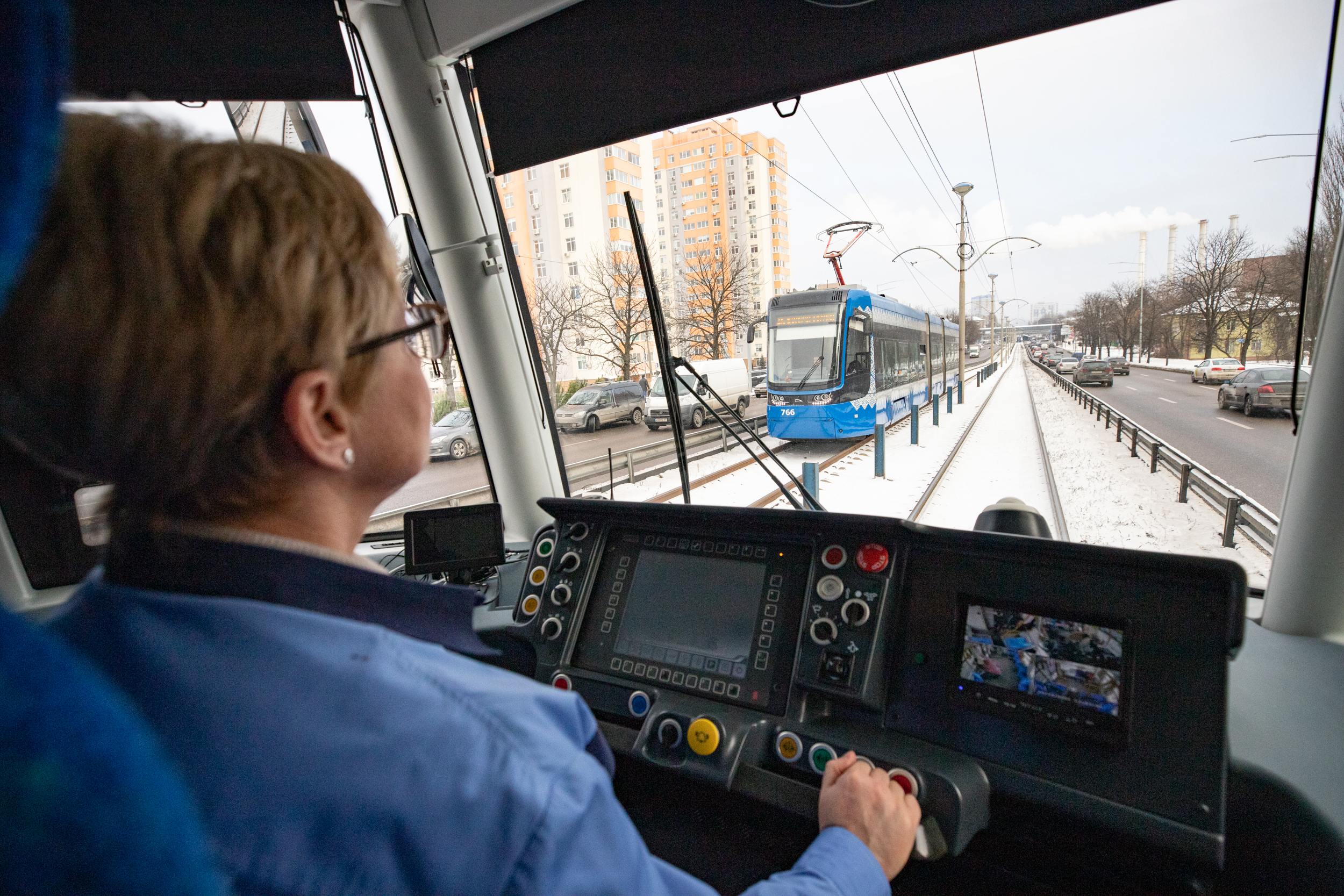
Кабіна водія трамваю, що прибуває на станцію